# Свердлов, Евгений Давидович
Евге́ний Дави́дович Све́рдлов (род. 16 ноября 1938, Днепропетровск) — советский и российский биохимик, академик РАН (1997, член-корреспондент АН СССР с 1984), заслуженный профессор МГУ (1999). Директор Института молекулярной генетики РАН (1988—2006).
Лауреат Ленинской премии (1984), Государственной премии СССР (1981) и Государственной премии РФ (2015).

## Биография
- Отец — Давид Иммануилович Свердлов — работник ЦК КП(б)У; мать — Юдифь Марковна — школьная учительница.
- В 1955 году окончил среднюю школу с серебряной медалью в Ставропольском крае, куда был эвакуирован с матерью во время войны. Летом 1955 года поступал на физический факультет МГУ имени М. В. Ломоносова, но не прошёл по конкурсу. Год работал слесарем Мосподземстроя. В начале трудовой деятельности получил третий, а потом и четвёртый разряд, став достаточно квалифицированным трубопроводчиком, но и тогда не оставил мысль поступить в Московский университет.
- В 1956 году поступил на Химический факультет МГУ. Был студентом кафедры радиохимии, занимаясь синтезом радиопротекторов (веществ, защищающих от радиации). Дипломную работу выполнял на тему «Реакции 2,3-дибромпропанола с тиомочевиной-35S» (руководитель — В. М. Федосеев). Учился в аспирантуре кафедры радиохимии и в 1965 году защитил кандидатскую диссертацию «Взаимодействие тиомочевины с некоторыми галоидпроизводными ряда пропана» (научные руководители д.х.н. А. Б. Силаев и к.х.н. В. М. Федосеев).
- Оканчивая аспирантуру (1965), получил должность старшего лаборанта в Институте химии природных соединений АН СССР (нынешний Институт биоорганической химии им. М. М. Шемякина и Ю. А. Овчинникова РАН), где единовременно проработал до 1988 года. С 1988 по 2006 год директор Института молекулярной генетики РАН (АН СССР до 1991 года). Доктор химических наук (1980), профессор (1984).
- В настоящий момент академик Е. Д. Свердлов руководит лабораторией структуры и функции генов человека Института биоорганической химии им. М. М. Шемякина и Ю. А. Овчинникова РАН.
- Академик РАСХН (1992). В 2001 году Е. Д. Свердлов был удостоен звания действительного члена Германской академии наук «Леопольдина»[2], в 2002 году — члена Европейской Академии наук.

## Научная деятельность
Основные труды посвящены разработке методов исследования генетического материала, анализу структур и функций генов, развитию теоретических основ современной биотехнологии и получению биотехнологических продуктов для медицины и сельского хозяйства.
1967—1985. Серия исследований, посвященных развитию методов модификации нуклеиновых кислот и химических подходов к определению их последовательностей, вторичной структуры и функциональных свойств. В 1972—1973 был выдвинут и экспериментально обоснован основополагающий принцип определения последовательностей  нуклеиновых кислот.
1980—1991. Выполнена серия исследований структуры и функций бактериальных РНК-полимераз (совместно с лабораториями акад. Ю. А. Овчинникова и Р. Б. Хесина). Впервые в мире были определены первичные структуры РНК-полимераз Е. coli, S. typhimurium и Pseudomonas putida. Впервые были идентифицированы мутации, ассоциированные с устойчивостью микроорганизмов к антибиотику рифампицину и его производным, мишенью которых и является ДНК-зависимая РНК-полимераза. В результате впервые получены данные о природе устойчивости к этому антибиотику M. tuberculosis. В ходе этих исследований были разработаны методы аффинной модификации комплексов белков с нуклеиновыми кислотами. Эти работы получили мировое признание, на них ссылаются в основных статьях и обзорах в данной области. Работы удостоены Государственной премии СССР.
1986—1991. Выполнена серия работ по изучению структуры и функций мультибелковых комплексов Na, K-АТФаз, являющихся важнейшим компонентом систем ионного транспорта в клетках животных и человека. Впервые установлены структуры субъединиц и их генов у АТФаз свиньи и человека, показано существование семейств генов, кодирующих эти субъединицы, и определены особенности их экспрессии в разных тканях.
В этот же период проведен ряд разработок в области биотехнологии, приведших, в частности к выделению генов интерферонов человека и созданию штаммов-продуцентов этих биорегуляторов, важных для медицины и сельского хозяйства. Генно-инженерный альфа-интерферон человека был первым отечественным генно-инженерным препаратом, используемым в клинике. Эти работы, проведенные совместно с ВНИИ генетики и селекции промышленных микроорганизмов, были удостоены Ленинской премии.
1992—2009. Принимал активное участие в проведении Российского проекта «Геном человека». Разработаны методы широкомасштабного сравнительного анализа геномов человека и животных, а также микробных патогенов, что имеет важное значение для понимания генетических основ патологий и принципов эволюционной и популяционной генетики. Наибольшее признание получила технология, известная в мире как супрессивная вычитающая гибридизация. Технология позволяет выявлять различия между продуктами экспрессии геномов в различных тканях, в том числе опухолевых и здоровых. В то же время проводятся исследования эндогенных ретровирусов, особенностей их структур и возможных патологических следствий их активности в геноме хозяйских клеток. Найдены способы одновременного анализа всех геномных ретровирусов. Разработана серия методов, позволяющих идентификацию важнейших функциональных элементов геномов — регуляторов его транскрипции, энхансеров, инсуляторов, участков связывания транскрипционных факторов.

Был руководителем комплексного проекта проект «Разработка и выпуск опытных партий новых эффективных направленно-модифицированных терапевтических и диагностических средств постгеномной генерации для использования в онкологической практике» федеральной целевой программы «Исследования и разработки по приоритетным направлениям развития научно-технологического комплекса России на 2007–2012 годы». Целью проекта было создание и выпуск в клинику первых генно-терапевтических препаратов для лечения больных раком легкого и пищевода. Проект объединял крупнейшие медицинские и учебные центры страны, МГУ им. М. В. Ломоносова, Новосибирский государственный университет, ряд институтов РАН.
В настоящее время руководитель Центра геномных исследований «Курчатовский геномный центр».

## Труды
Является автором и соавтором более 300 экспериментальных и обзорных научных публикаций (в базе PubMed на октябрь 2024 проиндексировано 295 работ). Свердловым получено около 30 авторских свидетельств и патентов на изобретения РФ, 4 международных патента. Работы Свердлова цитировались более 13000 раз (Google scholar). В 2009 и 2019 годах были опубликованы первые два из запланированных трёх тома книги "Взгляд на жизнь через окно генома". В основу книг положен расширенный курс лекций, которые автор читал студентам старших курсов биологического факультета Московского государственного университета им. М.В. Ломоносова.
- Кочетков Н. К., Будовский Э. И., Свердлов Е. Д. и др. Органическая химия нуклеиновых кислот. М., 1970 (Пер. на англ.: «Organic Chemistry of Nucleic Acids», 1971);
- Sverdlov E.D. Perpetually mobile footprints of ancient infections in human genome // FEBS Lett., 1998 May 22; 428(1-2): 1-6. Review;
- Lapuk A.V., Khil P.P., Lavrentieva I.V., Lebedev Y.B., Sverdlov E.D. A human endogenous retrovirus-like (HERV) LTR formed more than 10 million years ago due to an insertion of HERV-H LTR into the 5' LTR of HERV-K is situated on human chromosomes 10, 19 and Y // J Gen Virol. 1999 Apr;80 (Pt 4):835-9;
- Sverdlov E.D. Retroviruses and primate evolution // Bioessays, 2000, Feb;22(2):161-71.Review;
- Vinogradova T.V., Sverdlov E.D. e.a. Solitary human endogenous retroviruses-K LTRs retain transcriptional activity in vivo, the mode of which is different in different cell // Virology. 2001 Nov 10;290(1):83-90.

### Научно-публицистические выступления
- Свердлов Е. Д. Миражи цитируемости. Библиометрическая оценка значимости научных публикаций отдельных исследователей // Вестник РАН, 2006. Т. 76, № 12. С. 1073-1085.
- Свердлов Е. Д. «Статья может хорошо цитироваться потому, что она ошибочна». Почему научную работу нельзя оценивать по её цитированию // Индикатор.ру, 7 февраля 2018.

## Награды и премии
- Орден «За заслуги перед Отечеством» IV степени (2009)[3]
- Орден Почёта (1999)[4]
- Орден Трудового Красного Знамени (1988)
- Государственная премия СССР (1982) — за расшифровку структуры РНК-полимеразы
- Ленинская премия (1984) — за работу по клонированию человеческого интерферона
- Государственная премия РФ (2015) — за разработку и внедрение комплекса технологий анализа структуры и функций сложных геномов (совместно с С. А. Лукьяновым)[5]
- Золотая медаль имени В. А. Энгельгардта РАН (2014) — за цикл работ «Структурный, функциональный и эволюционный анализ геномов про- и эукариот, включая человека: разработка методических основ и путей использования результатов в медицине»
- Благодарность Президента Российской Федерации (2024) — за заслуги в развитии отечественной науки, многолетнюю плодотворную деятельность и в связи с 300-летием со дня основания Российской академии наук[6]